# 東海メールクワィアー
東海メールクワィアー（とうかいメールクワィアー、略称：東海メール）は、愛知県名古屋市を本拠地とする男声合唱団。

## 略歴
1946年（昭和21年）6月、名古屋市昭和区桜山の日本基督教団東海教会を拠点として創立された。1950年（昭和25年）の第3回全日本合唱コンクール全国大会一般部門に東海支部代表として初出場し、その後、1960年（昭和35年）の第13回で山田昌弘の指揮により初優勝した。1964年（昭和39年）の第17回から1966年（昭和41年）の第19回まで水谷昌平の指揮により3年連続優勝を達成し、翌年の第20回では同コンクールで招待演奏を行う。この頃が東海メールの「黄金期」とされる。
しかし「黄金期」は長く続かず、技術偏重に陥った結果、1969年（昭和44年）の全日本合唱コンクール中部支部大会において、審査員であった高田三郎から「東海メールには歌の魂がない」と酷評され、全国大会出場を逃した。これを機に団は分裂し、「忍苦の時代が久しく続いた」（昭和40年代の全日本合唱コンクールは、男声合唱全盛から女声優位の時代に移行した時期であり、男声合唱団は相次ぎコンクールから撤退もしくは出場しても苦戦を強いられていた）。この後、常任指揮者には稲葉祐三、植松峻、永友博信等を迎える。
1973年（昭和48年）に他の有力合唱団と語らって日本男声合唱協会(JAMCA)を設立し、その事務局を引受け、会の活動に積極的に貢献している。1989年（平成元年）から常任指揮者制を廃し、以後は独自の演奏会を中心に活動を行う（定期演奏会自体は昭和20年代から行っているが、平成期は独特のスタイルをとるようになる。詳細後述）。楽譜の出版事業も行っており、主に東海メールの委嘱した男声合唱曲を複数出版している。
2022年（令和4年）より、傘下組織として、中学・高校生対象の「ジュニア合唱団」を発足させた。

## 音楽
現在では全国の合唱団が行っていることの多くは、東海メールが先鞭をつけたものである。

### 委嘱作品
1958年（昭和33年）、東海メールは「日本人は日本人の詩による曲を歌うべきだ」と主張し、同年の定期演奏会では邦人作品が3ステージと、当時の合唱演奏会では画期的な企画を試みた。翌年は清水脩への委嘱作品『宮沢賢治の五つの詩』（のちに『青い照明』に改題）が委嘱の第1号となった。1960年には清水に『大手拓次の三つの詩』、大中恩に『春宵感懐』を委嘱、定期演奏会で委嘱作品を並べるほか、全日本合唱コンクールでは『大手拓次の三つの詩』から「しろい火の姿」を自由曲とし初優勝を果たした。1964年の清水への委嘱作品・コンクール自由曲『智恵子抄巻末の歌六首』は「非常に見事な演奏で作曲家もコンクールを通して作品を作っていくというか、コンクール自体が作曲家に非常な意欲を与えていた」「最近の委嘱曲は非常にむずかしいのが多いんですが、このころですと、わりあいどの団体でも歌えるような形でしかもいい音楽でしたから、一つのピークではなかったかなという印象ですね」と評され、委嘱作品の多くは男声合唱のレパートリーとなっている。

### 団員一年間契約制度
常任指揮者制の廃止に伴い、以後の演奏会は「自分たちの企画による自分たちが責任を持つ演奏会」「参加したい者だけが練習し、演奏会に責任を持つ方式」で行うようになった。一年前に演奏会の企画を提示して参加者を募集し、演奏会の企画に賛同したものが会費を納めて練習に参加するという方式に基づく演奏会の最初は、1990年（平成2年）に石井歓を客演に迎えて石井自身による作品・指揮の演奏会で始まり、翌年にはかつて東海メールを酷評した高田を迎え、高田の厳しい指導に向き合い「東海メールは再生する」。以後の東海メールは高田作品が活動の柱となって行く。
高田作品と並ぶもう一つの柱が北欧作品である。1995年（平成7年）にフィンランドから帰国したばかりの松原千振を客演に迎えて北欧作品で一ステージを構成する。松原の指導により東海メールは1997年（平成9年）にエストニア、フィンランドへの演奏旅行を敢行、以後たびたび北欧への演奏旅行を行い、2004年（平成16年）の定期演奏会ではエストニア国立男声合唱団の指揮者アンツ・ソーツを客演に招いた。北欧作品との出会いは日本の合唱曲を多く歌ってきた東海メールにとって「別次元の技術的革新と感性を研ぎ澄ませた。」